# 炎の少女チャーリー (2022年の映画)
『炎の少女チャーリー』（原題: Firestarter）は、スティーヴン・キングの小説『ファイアスターター』を原作に、キース・トーマス監督がメガホンを取る、2022年のアメリカ合衆国のSFホラー映画。本作は同じ小説を原作とする1984年の同名映画のリブート版となる。出演はザック・エフロン、ライアン・キエラ・アームストロング、シドニー・レモン、マイケル・グレイアイズ、カートウッド・スミス。
本作は、米国で2022年5月13日にユニバーサル・ピクチャーズにより劇場とPeacockで同時公開された。

## あらすじ
青年はパイロキネシスを身につけた娘を、彼女を捕らえてコントロールしようとする政府の秘密機関から守るために逃げ続けなければならない。

## キャスト
※括弧内は日本語吹替。
- "アンディ"アンドルー・マッギー - ザック・エフロン（森田成一）

チャーリーの父親。テレパシー能力者。
- "チャーリー"シャーリーン・マッギー - ライアン・キエラ・アームストロング（久野美咲）

11歳の少女。パイロキネシス能力者。
- "ヴィッキー"ヴィクトリア・マッギー（旧姓トムリンソン） - シドニー・レモン（英語版）（松井茜）
- ジョン・レインバード - マイケル・グレイアイズ（英語版）（根本泰彦）

政府の秘密機関「ショップ」（shopつまり「店」。コードネーム）の責任者。原作と同じく北米先住民。
- ジョーゼフ・ウォンレス - カートウッド・スミス
- アーヴ・マンダーズ - ジョン・ビーズリー
- キャプテン・ジェーン・ホリスター - グロリア・ルーベン（八十川真由野）

レインバードの右腕。

## 製作
2017年4月27日、ユニバーサル・ピクチャーズとブラムハウス・プロダクションズは、『炎の少女チャーリー』のリブートを発表し、アキヴァ・ゴールズマンがジェイソン・ブラムとともに監督とプロデューサーを務めることが決定した。2018年6月28日、アキヴァ・ゴールズマンに代わってファティ・アキンが監督となり、スコット・ティームズが脚本を担当することになった。 2019年12月16日、ファティ・アキンの代わりにキース・トーマスが監督に就任した。
2020年9月、ザック・エフロンが主役に抜擢された。2021年2月、マイケル・グレイアイズがキャストに加わった。ジェームズ・ホリスター隊長役でグロリア・ルーベンの参加が決定するとともに、ライアン・キエラ・アームストロングがもう一人の主役のチャーリー・マクギー役に起用され、さらにチャーリーの母親役としてシドニー・レモンが撮影に参加することになった  。
2021年5月25日からオンタリオ州トロントとハミルトンで主要撮影が開始され 、7月16日に終了した。

## 音楽
2022年2月9日、ジョン・カーペンターとその息子コーディー・カーペンター、そして、ダニエル・デイヴィスの3人がスコアを作曲することが明らかになった。

## 公開
2022年2月9日、公式予告編の公開と同時に、『Firestarter』が2022年5月13日にユニバーサル・ピクチャーズより米国で劇場公開されることが発表された。また、同日にPeacockでも配信される予定である。